# Municipio de Granados
Municipio de Granados är en kommun i Guatemala.   Den ligger i departementet Departamento de Baja Verapaz, i den centrala delen av landet, 30 km norr om huvudstaden Guatemala City.